# روند صلح افغانستان
روند صلح افغانستان به پیشنهادها و تلاش‌های برگزاری مذاکرات صلح به منظور پایان دادن به جنگ در افغانستان اشاره دارد. اگرچه از زمان آغاز جنگ در سال ۲۰۰۱ تلاش‌های پراکنده‌ای صورت گرفته بود، اما مذاکرات و جنبش صلح با شدت بیشتری در سال ۲۰۱۸ با گفتگوهایی بین طالبان، اصلی‌ترین گروه شورشی که علیه دولت افغانستان و سربازان آمریکایی می‌جنگید، انجام گرفت؛ این درحالی بود که ایالات متحده، تعداد ۲۰٬۰۰۰ سرباز را به منظور حمایت از دولت افغانستان در داخل کشور افغانستان داشت؛ ولی بیشتر مذاکرات در دوحه، پایتخت قطر انجام شد. انتظار می‌رفت که توافق متقابل بین طالبان و ایالات متحده با عقب‌نشینی مرحله‌ای آمریکا و آغاز مذاکرات صلح در داخل افغانستان دنبال شود. علاوه بر این ایالات متحده آمریکا و همسایگان افغانستان، از جمله پاکستان، چین و هند وایران همچنین روسیه نیز در تسهیل روند صلح نقش دارند.
به عنوان بخشی از روند صلح، دو معاهدهٔ صلح تاکنون امضا شده‌است. در ۲۲ سپتامبر ۲۰۱۶، اولین پیمان بین جمهوری اسلامی افغانستان و گروه شبه نظامی حزب اسلامی گلبدین انجام شد. پیمان صلح دوم بین ایالات متحده و طالبان تحت نام «توافقنامهٔ دوحه» در تاریخ ۲۹ فوریه ۲۰۲۰ امضا شد، که به موجب آن در صورت پایبندی طالبان به تعهدات، طی ۱۴ ماه تمام نیروهای آمریکایی از افغانستان خارج شوند.
با این حال در روز ۱ مارس ۲۰۲۰، حکومت افغانستان که بخشی از توافق نبوده‌است، درخواست طالبان و آمریکا برای تبادل اسرا تا ۱۰ مارس را رد کرد. به گفته اشرف غنی رئیس‌جمهور افغانستان، این توافق نیازمند مذاکرات بیشتر می‌باشد و به منزلهٔ پیش شرط مذاکرات صلح بعدی تلقی نخواهد شد.
به عنوان بخشی از روند صلح، دو معاهدات صلح تا کنون امضا شده‌است. در ۲۲ سپتامبر ۲۰۱۶، اولین پیمان بین دولت افغانستان و حزب اسلامی گلبدین گروه شبه نظامی. پیمان صلح دوم بین ایالات متحده و طالبان در تاریخ ۲۹ فوریه ۲۰۲۰ امضا شد، که خواستار خروج نیروهای آمریکایی از افغانستان در ماه ۱۴ اگر طالبان شرایط توافق را تأیید کرد.
پس از توافق بین ایالات متحده و طالبان، حملات شورشی علیه نیروهای امنیتی افغانستان افزایش یافت. مذاکرات صلح بین مقامات دولت افغانستان و طالبان در سپتامبر ۲۰۲۰ در دوحه، قطر آغاز شد، اما از آن زمان به بعد تلفات غیرنظامی افزایش یافته بود. در ماه‌ها مه و ژوئن ۲۰۲۱، نزدیک به ۸۰۰ غیرنظامی افغان کشته و بیش از ۱٬۶۰۰ دیگر زخمی شدند، بیشترین تعداد برای آن دو ماه از وقتی که سازمان ملل متحد شروع به مستندسازی سیستماتیک تلفات افغانستان در ۲۰۰۹ کرده بود.
پس از سقوط کابل در ماه اوت 2021 در طول هجوم طالبان دولت افغانستان مذاکرات با طالبان را آغاز کرد، گرچه بعید به نظر می‌رسید که دولت افغانستان چیزی کمتر از یک تسلیم بی‌قیدوشرط داشته باشد. طالبان درخواست به انتقال صلح آمیز قدرت کردند، و دولت تمایل خود را اعلام کرد. با این حال، دولت درخواست کرده‌است که قدرت به یک دولت انتقالی منتقل شود در حالی که طالبان خواهان انتقال کامل قدرت بودند. نیروهای ناتو هنوز در کابل حضور دارند.

## پیشینه
طالبان که خود را با عنوان امارت اسلامی افغانستان معرفی می‌کند، یک سازمان اسلامی اهل سنت است که در افغانستان، کشوری که در آسیای مرکزی / جنوبی قرار دارد، فعالیت دارد. طالبان در سال ۱۹۹۴ با استفاده از خلاء قدرتی که پس از جنگ داخلی افغانستان به‌وجود آمد ظهور کرد. این گروه عمدتاً توسط دانشجویان مذهبی که در مدرسه‌های پاکستانی تحصیل می‌کردند (و در جنگ شوروی و افغانستان جنگیده بودند) به رهبری محمد عمر تشکیل شد.
گزارش شده‌است القاعده، یک شبکه تروریستی بین‌المللی است و آمریکا مشروط بر عدم ستیزه‌جویی القاعده با این کشور توافق کرده بود پناهگاه این گروه را تأمین کند. اما اسامه بن لادن با انجام بمب‌گذاری در سال ۱۹۹۸ در سفارتخانه‌های آمریکا در شرق آفریقا این توافق را نقض کرد، تحلیلگران می‌گویند این حاکی از تنش‌های موجود بین دو گروه طالبان و القاعده بود. طالبان در اساس تفکر قشری دارد، در حالی که القاعده دیدگاه‌های خود را در شکل‌دادن یک نهضت جهانی نشان می‌داد.
ایالات متحده پس از حملات ۱۱ سپتامبر درخواستی را از رهبری طالبان تحت ریاست جورج دبلیو بوش کرد تا اسامه بن لادن را که مظنون اصلی بمب‌گذاری بود، تحویل دهد. طالبان از تحویل اسامه بن لادن به دولت آمریکا سر باز زد و خواستار شواهد کافی از مشارکت وی در این حملات شد. ایالات متحده با متحدان ناتو، عملیاتی را با نام تهاجم به نام آزادی در تاریخ ۷ اکتبر ۲۰۰۱ سامان داد. ایالات متحده آمریکا و متحدانش به سرعت طالبان را تا ۱۷ دسامبر ۲۰۰۱ از قدرت ساقط کردند، و پایگاه‌های نظامی خود را در نزدیکی شهرهای بزرگ سراسر افغانستان دائر کردند. نیروهای بین‌المللی کمک به امنیت (ISAF) بعداً توسط شورای امنیت سازمان ملل متحد برای آموزش نیروهای امنیت ملی افغانستان به منظور نظارت بر عملیات نظامی در کشور ایجاد شد تا از تجدید قوای گروه طالبان جلوگیری کند. طالبان حملات بی شماری به نیروهای افغان، تأسیسات دولتی و هر سازمانی که مرتبط با ایالات متحده بود انجام داد.
ایالات متحده مستقیماً درگیر یک جنگ طولانی ۱۸ ساله‌ای شد که تحلیلگران آن را یک بن‌بست خوانده‌اند. اگرچه اکنون القاعده در افغانستان و پاکستان حضورش «کاهش پیدا کرده» است، اما جنگ با شورشیان طالبان ادامه دارد. بنابر این پایان دادن به یک درگیری ۱۸ ساله در افغانستان موضوعی بود که روسای جمهور قبلی وارد آن نشدند و دونالد ترامپ گفته‌است که او این جنگ را بسیار پرهزینه می‌داند. و شباهت‌هایی دارد با روند پایان دادن به جنگ ویتنام -که طولانی‌ترین جنگ آمریکا قبل از سال ۲۰۱۰ - می‌باشد که منجر به توافق‌نامه صلح پاریس در سال ۱۹۷۳ شد.

## توافقنامه آمریکا- طالبان (۲۰۲۰)

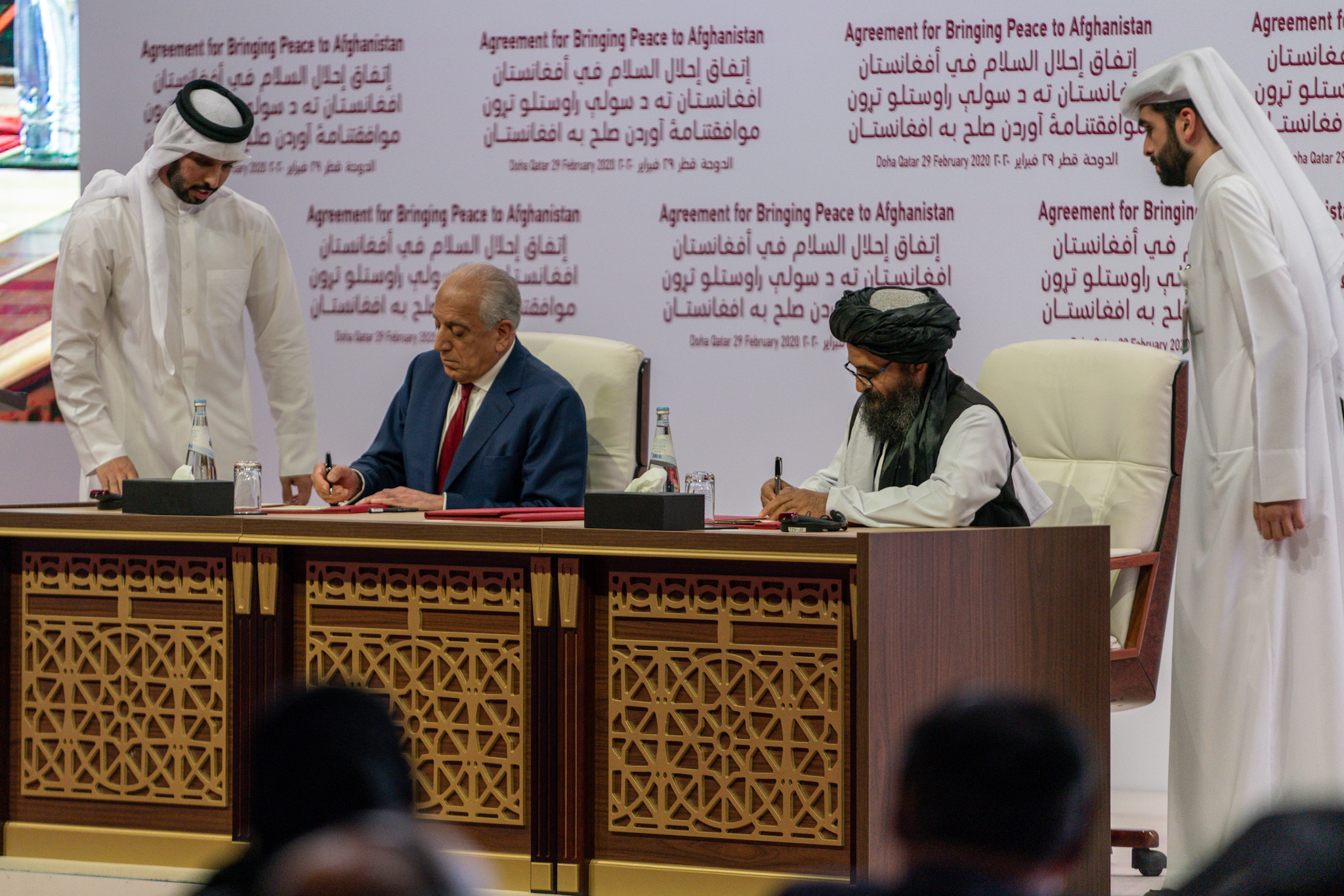
امضای توافق صلح بین زلمی خلیلزاد نماینده ویژه ایالات متحده و ملا عبدالغنی برادر نماینده طالبان در دوحه، قطر در ۲۹ فوریه ۲۰۲۰

در ۲۹ فوریهٔ ۲۰۲۰، ایالات متحده و طالبان در دوحه قطر یک توافقنامه صلح امضا کردند. مفاد این معامله شامل خروج همه سربازان آمریکا و ناتو از افغانستان، تعهد طالبان نسبت به جلوگیری از فعالیت القاعده در نواحی تحت کنترل طالبان، و گفت‌وگو بین طالبان و حکومت افغانستان است. ایالات متحده پذیرفت تعداد سربازان خود را از ۱۳٬۰۰۰ به ۸٬۶۰۰ کاهش دهد، و در صورتی که طالبان به تعهداتش عمل کند ظرف ۱۴ ماه به‌طور کامل نیروهایش را خارج کند. ایالات متحده همچنین متعهد شد ظرف ۱۳۵ روز پنج پایگاه خود را تعطیل کند، و تحریم‌های خود علیه طالبان را با هدف پایان دادن به آن‌ها تا ۲۷ اوت ۲۰۲۰ مورد بازبینی قرار دهد.
مقرر شد که مذاکرات بین گروه‌های مختلف افغان از ۱۰ مارس ۲۰۲۰ در اسلو، نروژ آغاز شوند. ترکیب هیئت مذاکره کننده افغانی هنوز مشخص نیست، چرا که به دلیل نتایج مورد مناقشه انتخابات ریاست‌جمهوری افغانستان (۱۳۹۸) هنوز رئیس‌جمهور جدیدی سوگند نخورده‌است.
از دیگر مفاد معامله این است که حکومت افغانستان باید تا ۱۰ مارس ۲۰۲۰، که موعد شروع مذاکرات بین الافغانی است ۵۰۰۰ زندانی طالبان را در ازای آزادی ۱۰۰۰ سرباز حکومت در دست طالبان آزاد کند. حکومت افغانستان از طرفین این معامله نیست و رئیس‌جمهور غنی در ۱ مارس بیان داشته که حکومت این خواستهٔ معامله را رد می‌کند. غنی اعلام کرد آزادی زندانیان باید بخشی از مذاکره باشد نه پیش‌زمینه آن. اما محمد اشرف غنی در ۲۰ حوت (اسفند) ۱۳۹۸ طی فرمانی دستور آزادی ۵۰۰۰ زندانی طالبان را داد. در ماده سوم این فرمان آمده‌است که پس از آغاز و در جریان مذاکرات مستقیم میان هیئت حکومت و طالبان در هر دو هفته به تعداد ۵۰۰ زندانی گروه طالبان که در مجموع ۳۵۰۰ نفر می‌شود به شرط کاهش چشم‌گیر سطح خشونت‌ها آزاد می‌شوند. در ماده اول این فرمان آمده از پیش از آزادسازی زندانیان، از آنان تعهد کتبی گرفته می‌شود تا دوباره به صف جنگ برنگردند و زندانیان باید روند بیومتریک را نیز سپری کنند.

### مذاکرات بین‌الافغانی (۲۰۲۰)

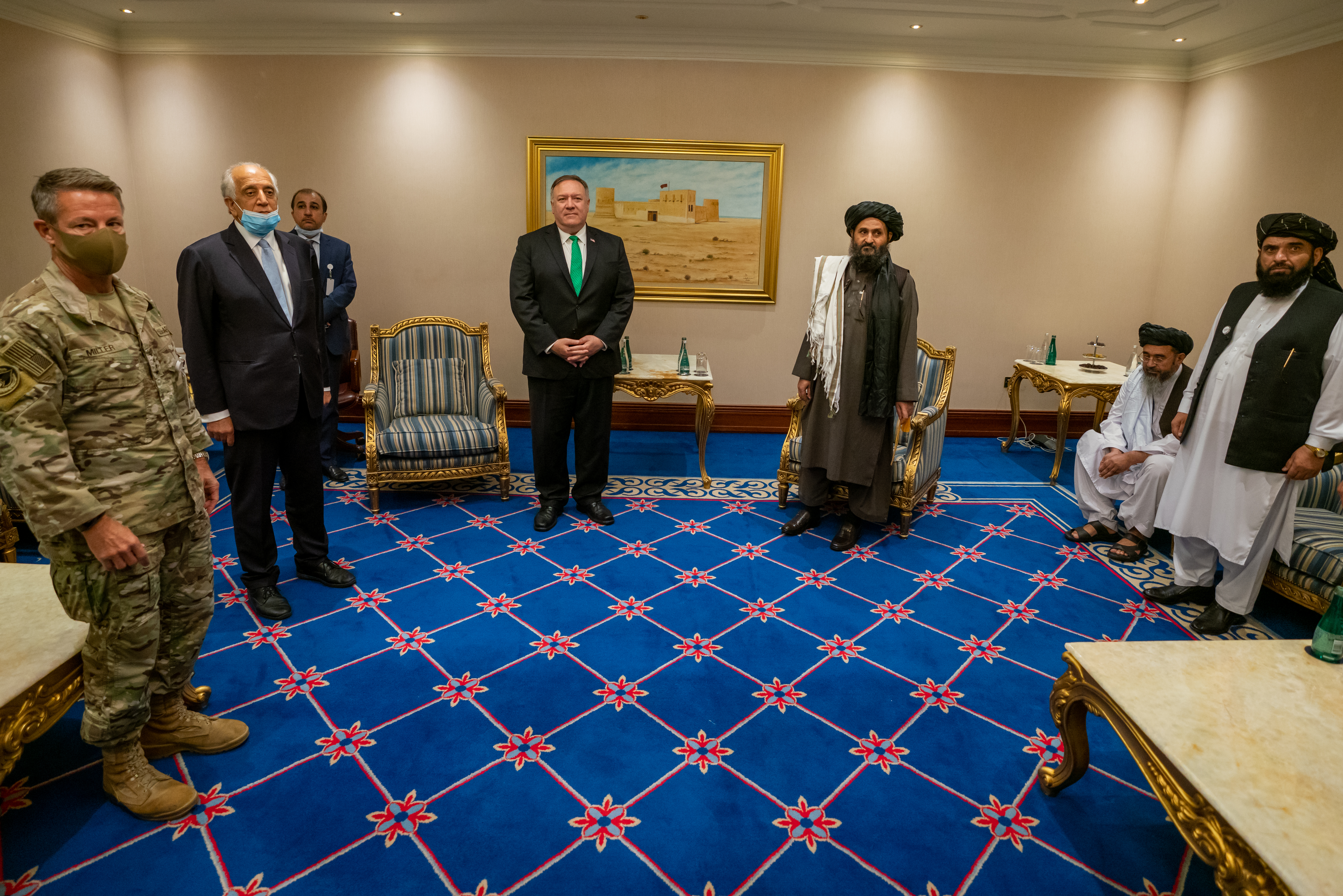
دیدار مایک پومپئو وزیر امور خارجه آمریکا در دوحه، قطر با هیئت طالبان، در ۱۲ سپتامبر ۲۰۲۰

گفتگوهای بین دولت افغانستان و طالبان در دوحه، قطر در ۱۲ سپتامبر ۲۰۲۰ آغاز شد. مذاکرات مقرر بود در مارس انجام شود اما به خاطر اختلاف بر سر مبادله زندانیان با تأخیر برگزار شد. مولوی عبدالحکیم رهبری مذاکرات را از طرف طالبان برعهده داشت، او قاضی‌القضات طالبان و از معتمدین هبت‌الله آخندزاده است. عبدالله عبدالله از رهبران طرف دولت افغانستان در مذاکرات بود. تیم دولت افغانستان فعالان حقوق زنان را هم در بر می‌گیرد.